# Plakalovići
Plakalovići (cyr. Плакаловићи) – wieś w Bośni i Hercegowinie, w Republice Serbskiej, w gminie Vlasenica. W 2013 roku liczyła 34 mieszkańców.